# Can Bordas (l'Escala)
Can Bordas és una casa de l'Escala (Alt Empordà) inclosa a l'Inventari del Patrimoni Arquitectònic de Catalunya.

## Descripció
Situat dins del nucli antic de la població de l'Escala, al bell mig de l'entramat urbà i molt proper a l'església parroquial de Sant Pere. La façana principal és orientada al carrer del Sol.
Edifici entre mitgeres de planta irregular, format per dos cossos quadrats adossats amb una zona de pati o eixida a la part davantera. El cos principal presenta la coberta a dues vessants de teula i està distribuït en planta baixa i pis. La porta d'accés està situada a la primera planta i s'hi accedeix mitjançant unes escales exteriors que s'agafen des del petit pati davanter, delimitat respecte al carrer mitjançant una tanca d'obra de poca alçada. Es tracta d'una senzilla porta rectangular. Rematant la façana hi ha una canalera de teula vidrada verda. La resta de la façana pertany a l'edifici posterior, al qual s'accedeix des del carrer dels Germans Masferrer.
Tota la construcció es troba arrebossada i pintada de color blanc, tot i que el parament es troba força degradat.

## Història
Aquest casa correspon a un tipus d'edificació popular, que tant es repeteix als pobles costaners de l'Alt Empordà. Eren cases de construcció senzilla on hi vivien els pescadors. Aquestes presentaven un pati a l'entrada, o a l'interior, i un magatzem per guardar els estris de pesca. Moltes d'elles guarden a l'interior les antigues tines per elaborar el vi i l'oli, donat que el conreu de la vinya i l'olivar era una de les altres ocupacions, i al mateix temps forma de subsistència, de moltes famílies de pescadors.
Un tret característic d'aquestes construccions eren l'obra emblanquinada amb calç.